# FAPAR
La fraction de rayonnement solaire absorbée par les plantes dans le domaine spectral permettant la photosynthèse est couramment dénotée FAPAR, un acronyme dérivé de l'anglais (Fraction of Absorbed Photosynthetically Active Radiation).
Cette variable biophysique est directement reliée à la productivité primaire de la végétation. C'est un indice (indicateur) qui peut être utilisée pour l'évaluation environnementale, afin de suivre l'état et l'évolution de la couverture végétale planétaire dans le temps et dans l'espace ; couverture qui elle même apporte une information importante sur la capacité des écosystèmes à extraire le CO2 de l'atmosphère.

## Acquisition et calcul de la donnée
Le FAPAR peut être déduit d'observations satellitaires dans le domaine solaire.
Plusieurs algorithmes ont été proposés pour l'estimer.

## Utilisations
C'est l'une des variables climatiques essentielles reconnues par le Système d'Observation du Climat Global (plus connu sous son sigle anglais : Global Climate Observing System, GCOS), qui a fait des recommandations spécifiques pour que les bases de données existantes soient ré-analysées et que cette variable fasse l'objet d'une estimation systématique dans le futur avec les instruments existants et à venir.
Le FAPAR apporte des informations utiles en décrivant la situation au moment de l'imagerie, montrant en particulier les effets des grandes sécheresses ou canicules. Il apporte aussi des informations tendancielles via des moyennes annuelles ou un suivi sur plusieurs années.